# Naturschutzsee Füssenich

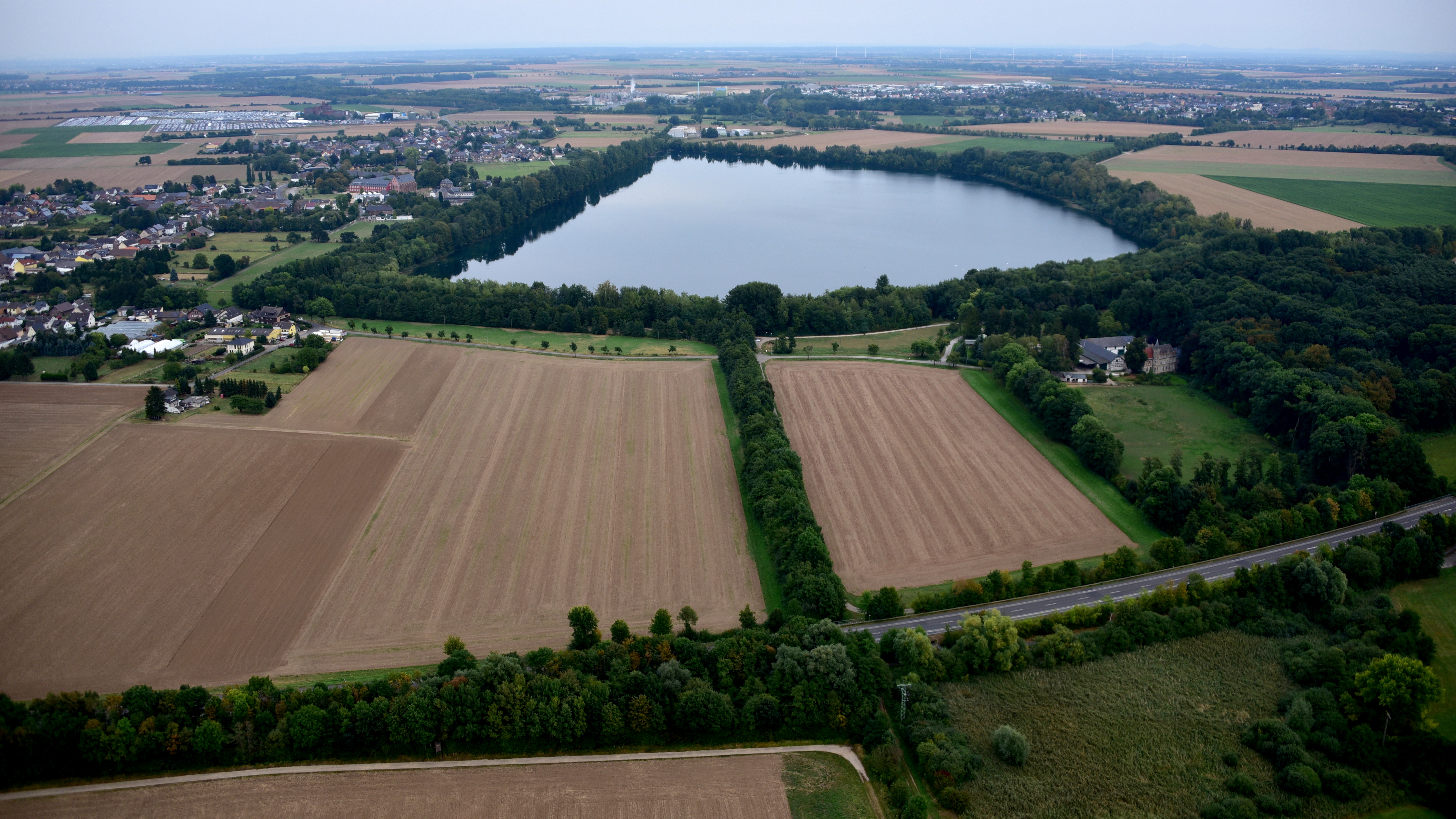
Neffelsee, Luftaufnahme (2016)

Der Naturschutzsee Füssenich (amtlich Neffelsee, auch Füssenicher See genannt) ist ein Tagebaurestsee, der sich um 1967 durch die Rekultivierung des Braunkohle-Tagebaus „Zülpich-Mitte“ (ehemals „Victor“, nach dem Gründer der Betreibergesellschaft, Victor Rolff) im Gebiet der Stadt Zülpich bildete. Der See liegt im Naturschutzgebiet Neffelsee, das seit 1979 besteht.
Geplant war am See genauso wie beim Wassersportsee Zülpich, der ebenfalls in dieser Zeit durch den Tagebau in der Region entstand, einen Badestrand anzulegen. Dieser Plan konnte nicht umgesetzt werden, da die aus Sand aufgeschütteten Böschungen immer wieder abrutschten. Somit ist, abgesehen vom Naturschutz, die einzige heutige Aufgabe die Funktion als Hochwasser-Rückhaltebecken des Neffelbachs, der westlich vom See entlang fließt und ein Überlaufbauwerk in den See hat.